# Rhachisphora setulosa
Rhachisphora setulosa là một loài côn trùng cánh nửa trong họ Aleyrodidae, phân họ Aleyrodinae.
Rhachisphora setulosa được Corbett miêu tả khoa học đầu tiên năm 1926.